# Нефтяная промышленность Азербайджана
Нефтяная промышленность — ведущая отрасль экономики Азербайджана.

## Ранняя история
Богатые залежи нефти на берегах Каспийского моря были известны давно. В историческом Ширване, нефть добывалась в большом количестве, особенно на Апшеронском полуострове. В X—XIII веках в деревне Балаханы добывалась «лёгкая нефть», а в Сураханы — «тяжёлая». В первые века нашей эры население, проживающее на Апшеронском полуострове, уже имело представление об очищении нефти. Географ XIII века Ибн Бекран пишет, что нефть в Баку очищали, чтобы избавиться от её плохого запаха и сделать нефть более пригодной для лечения.
В 1264 году во время путешествия через Баку в Персию итальянский путешественник Марко Поло стал свидетелем добычи просачивающейся нефти. На берегах Каспийского моря (на территории современного Азербайджана) он видел как собирали эту нефть. Марко Поло писал о крупных прудах, заполненных нефтью, которым, как он писал, можно было бы заполнить сто судов. Он также отмечал, что нефть применяли для освещения домов и лечения кожных заболеваний.
Встречаются у Марко Поло и упоминания о грязевых вулканах, выходах газа и пылающих холмах (газ, вырываясь наружу, соприкасается с кислородом и загорается). С этим феноменом были связаны религиозные представления огнепоклонников. Так, на окраине селения Сураханы расположен индуистский храм конца XVIII века Атешгях (Место огня), где горящий газ выходит с древних времён.
Арабский географ Абд ар-Рашид аль-Бакуви (XIV—XV вв.) отмечал, что из Баку каждый день отправлялся караван из более 200 нагруженных нефтью верблюдов. Каждый верблюд носил около 300 кг нефти. Хамдаллах Казвини (XIV век) отмечал, что для извлечения нефти из колодцев, последние наполняли водой. Так, нефть всплывала, после чего её собирали сумками, деланными из тюленьей кожи. Такие сумки, согласно Мухаммеду Мумину (1669 год), использовали также для хранения и транспортировки нефти.
В 1572 году Баку посетил британец Джефри Декет, согласно которому вблизи города находятся обширные выхода нефти, многие люди для приобретения которого проходят большой путь. Декет писал об используемой для освещения домов чёрной нефти, называя её «нафт».
В 1601 году иранский историк Амин Ахмад ар-Рази отмечал, что поблизости Баку имелось около 500 колодцев, из которых каждый день добывалась нефть. Это подтверждал и турецкий историк XVII века, Катиб Челеби. Немецкий путешественник XVII века, Лерх писал, что на Апшеронском полуострове было расположено от 350 до 400 нефтяных колодцев. А из колодца в селении Балаханы каждый день добывали около трёх тысяч кг нефти.
Британский миссионер Отец Уиллот, посетивший Ширван в 1689 году отмечал, что ежегодный доход Сефевидских шахов, получаемый от бакинской нефти составляет 7 тыс. туманов, или 420 тыс. французских ливр.
В 1639 году немецкий путешественник и учёный Адам Олеарий описал добычу нефти (Oleum Petroleum) из нефтяных колодцев в окрестностях Баку.

## Первая половина XIX века
В 1803 году бакинским купцом Касымбеком были сооружены два нефтяных колодца в море. Эти колодцы были расположены на расстоянии 18 и 30 м от берега Биби-Эйбата и были защищены от попадания воды срубом из плотно сколоченных досок.

По результатам Русско-персидской войны, к 1813 году, Апшеронский полуостров и прилегающие ханства были присоединены к Российской империи. Согласно собранным в этом же году сведениям количество добываемой чёрной нефти равнялось тогда 3930 т в год, а белой — только 41 т в год. Из колодцев нефть черпалась бурдюками, а затем поднималась ручным воротом (или с помощью лошади). Чёрную нефть хранили в погребах, а белую — в глиняных кувшинах, зарытых в землю в каменных сараях.
С 1808 года бакинские и ширванские нефтяные промыслы отдавались в откупное содержание, так испанский автор начала XIX века Хуан Ван-Гален, побывавший в этих местах отмечал, что некий армянин заплатил казне за право эксплуатации их более двухсот тысяч рублей ассигнациями. Нефтяные промыслы предстали Ван-Галену горящими языками пламени газа, бьющего из буровых скважин и выделяющегося из нефти, добытчиками которой являлись жители Апшеронского полуострова. Но поскольку желающих было не так много, промыслы отходили в казённое управление. В 1813 году годовая добыча нефти на Апшероне составляла 200—300 тысяч пудов.

В 1830 году из 116 колодцев, пробурённых в 1594 году, добывалось около 710—720 баррелей нефти. Среди горных инженеров, выполнивших технические усовершенствования на Бакинских промыслах был Николай Иванович Воскобойников (1801——1860 гг.), который был директором промыслов с 1834 по 1838 гг. По предложению Воскобойникова нефтяные колодцы сооружались в виде шахтного ствола. В это же время нефтяные погреба в Баку и Балаханах соединились каменными каналами. Были построены мерные резервуары с кранами для отпуска нефти. В период с 1837 по 1839 год здесь работал нефтеперегонный завод, построенный по чертежам Воскобойникова.
В 1844 году по предложению члена Совета Главного Управления Кавказом статского советника Василия Николаевича Семёнова (1801—1863 гг.) начаты работы по бурению в Биби-Эйбате близ Баку. В 1846 году в Биби-Эйбате под руководством директора Бакинских нефтяных промыслов майора Корпуса горных инженеров Алексеева, за 13 лет до известной американской скважины Эдвина Дрейка в Пенсильвании, была пробурена первая в мире разведочная скважина на нефть глубиной 21 м. Первая в мире современная нефтяная скважина была также пробурена здесь в период с 1846 по 1848 год. Первая нефть была получена ударным способом с применением деревянных штанг 14 июля 1848 года.
В 1857 году промышленники В. А. Кокорев и П. И. Губонин заложили под Баку в Сураханах нефтеперегонный завод. Завод был возведён в местах выхода природного газа и работал на этом природном газе. В 1859 году в Сураханах был построен завод для получения осветительного материала из жира,. Затем этот материал был получен и из балаханской нефти. Первым соперником американского керосина на рынках России с 1861 года стал именно полученный там фотонафтиль (осветительное масло).
Однако влияние усовершенствования техники сооружения нефтяных колодцев и хранилищ, разведки бурением и строительства нефтеперегонных заводов на развитие нефтяной отрасли в Баку чувствовалось не сразу. Так в 1862 году на местных промыслах было добыто столько же нефти, сколько и было добыто в 1825 — 4126 тонн.
В 1863 год инженером и энтузиастом Джавадом Меликовым, был построен завод в Баку, в котором впервые были применены холодильники. Он же несколько лет спустя основал нефтеперерабатывающий завод в Грозном, где использовал и развил свои творческо-технические наработки, полученные в Баку.
В 1863 году по приглашению нефтепромышленника В. А. Кокорева на Бакинский нефтеперегонный завод в Сураханах приехал Дмитрий Менделеев и некоторое время работал там в качестве консультанта. Идеи непрерывной перегонки нефти, нефтяных резервуаров, нефтеналивных судов и нефтетрубопроводов Менделеев продвигал именно здесь.

## Первый нефтяной бум
После отмены откупа в 1872 году казённые и частью крестьянские земли Бакинского района были сданы в аренду нефтепромышленникам. Благодаря этому началось интенсивное бурение скважин, число которых быстро возрастало. К 1876 году имелась уже 101 скважина.
Первые торги нефтеносных участков в Балаханах, Сураханах и Биби-Эйбате состоялись 31 декабря 1872 года. Из 13 новых владельцев нефтеносных участков 2 были татарами (согласно этимологии и переписи населения того времени, согласно нынешней этимологии — азербайджанцами; они приобрели 21 колодец из 163), остальные — русские и армянские предприниматели. Из общей суммы, уплаченной на этих торгах, 50 % приходилось на долю русских, 44,5 % — армянских, и около 5 % — татарских (азербайджанских) капиталистов.
В 1873 году астраханским купцом Н. И. Артемьевым из Баку в Астрахань была осуществлена первая перевозка нефти наливом в цистерны на морских судах. Спустя год была создана первая в мире акционерная вертикально-интегрированная компания в нефтяной промышленности — «Бакинское нефтяное общество», учредителями которого были нефтепромышленники Пётр Губонин и Василий Кокорев.
В 1870-е годы В. Г. Шуховым был предложен компрессионный способ добычи нефти из скважин. В Баку этот способ испытали в 1897 году.
По проекту Шухова в 1878 году был построен первый в России промысловый нефтепровод от Балаханских промыслов до завода Л. Нобеля в Чёрном городе. Протяжённость его составляла 10 км, диаметр — 76 мм. Этот трубопровод строился по заказу братьев Нобель — Роберта и Людвига и эксплуатировался компанией «Товариществом нефтяного производства братьев Нобель».
К началу XX века на Биби-Эйбате началось морское бурение. В 1901 году на бакинских нефтяных промыслах было добыто 11,4 млн т нефти, что составляло 90 % общероссийской и 50 % мировой добычи нефти.
Развитие нефтяной промышленности способствовало зарождению железнодорожного транспорта. 20 января 1880 года введена в эксплуатацию первая железнодорожная линия Азербайджана Баку – Сабунчи – Сураханы, соединившая нефтепромыслы с нефтеперерабатывающими заводами.

### Кризисы начала XX века
Первый кризис в нефтяной отрасли, затронувший также нефтяную промышленность на территории нынешнего Азербайджана, наступил с наступлением мирового кризиса 1901—1903 годов.
Произошло сокращение буровых работ, добычи, переработки, а также разведывательных работ. К 1903 году добыча нефти сократилась до 467 млн пудов. Вторая волна кризиса пришлась на период Первой мировой войны.
В 1913 году было добыто 449,4 млн. пудов нефти. Общая выработка нефтепродуктов в 1913 году составила 320,0 млн пудов.
В 1917 году добыто 402,1 млн. пудов нефти. Общая выработка нефтепродуктов составила 225,3 млн. пудов.

### Крупнейшие нефтепромышленники

##### Персоналии
- Микаэл Овсепович Арамянц. Российский нефтепромышленник, финансист и меценат. Был близким другом и партнёром А. И. Манташева. Совместно с ним в 1899 году основал Нефтепромышленное и торговое общество «А. И. Манташев и К°» — крупное предприятие по добыче, транспортировке, переработке и продаже нефти и нефтепродуктов[20].

- Шамси Асадуллаев. Российский промышленник. В 1874 году Асадуллаев основал в Баку контору по добыче нефти, а в 1893 году на её базе создал нефтедобывающую фирму. В 1908—1912 годах добыча на промыслах Асадуллаева варьировалась в пределах от 6 до 8 миллионов пудов в год. К 1910 году Асадуллаеву принадлежало 37 нефтяных скважин, из которых 17 давали нефть бесперебойно и во всё возрастающих объёмах. Асадуллаев владел тремя нефтеналивными танкерами: «Азия», «Африка», «Америка». На его предприятии был построен и эксплуатировал нефтепровод, длина которого составляла 12,5 вёрст. К 1913 году личное состояние Асадуллаева оценивалось в 10 млн рублей[21].

- Иса-бек Гаджинский. Российский промышленник, выходец из дворянского рода, купец первой гильдии. Иса бек Гаджинский был владельцем обширных земельных угодий, на которых были обнаружены значительные залежи нефти (преимущественно в селениях Балаханы и Рамана), Гаджинский в начале XX века развивает бурную предпринимательскую деятельность в сфере нефтяной индустрии. В 1903 году им была основана компания, которая в течение первых двух лет своего существования вышла на уровень добычи в полмиллиона пудов нефти в год. В 1910 году компания располагала 11 скважинами, 5 паровыми котлами и 5 паровыми машинами в 145 лошадиных сил. Предприятие обслуживали 30 квалифицированных рабочих. Помимо балаханских промыслов, Иса бек Гаджинский стал одним из пионеров нефтедобычи на острове Челекен у туркменского побережья, владел керосиновым заводом в «Чёрном городе» в Баку. В 1912 году нефтепромышленная фирма «Иса бек Гаджинский» имела один полный голос в совете Съезда бакинских нефтепромышленников. Ещё одним голосом обладала фирма «Иса бек Гаджинский и братья Гадимовы»[22].

- Гукасов, Павел Осипович. Крупный российский нефтепромышленник[23], член Государственного совета Российской империи[24] (1906—1912), член руководящего органа Всероссийских Съездов представителей промышленности, инженер[23], финансист, меценат и общественный деятель. С 1886 года — член Бакинской городской думы. В том же году Совместно с Л.М. де Буром создаёт Нефтепромышленное и торговое акционерное общество «Каспийское товарищество» в котором через три года занимает пост председателя правления. Общество создавалось для содержания нефтяных промыслов, продажи нефти и нефтепродуктов, а также эксплуатации керосинового завода близ Баку[25]. К концу XIX века цена акций предприятия выросла более чем в три раза от первоначальной стоимости, а цена активов — в два. В 1915 году добыча нефти достигла 11,9 млн пудов (для сравнения, у Бранобель — самой крупной компании — 52,7 млн пудов). Компания создала в России свою сеть продажи других нефтепродуктов[25][26].
 Являлся создателем и учредителем множества фирм, ведущих свою деятельность в нефтяной отрасли[25]: совместно с Л. А. Манташевым и С. Г. Лианозовым — Нефтепромышленное и торговое общество «Манташев А. И. и Ко» (1899); «Каспийский трубопровод» (1900); «Хоумлайт ойл К°» (1902, установив тем самым партнёрские отношения с BP), совместно с А. И. Манташевым; АО Каспийский машиностроительный и котельный завод" (1903, специализировалось на выпуске нефтепромышленного оборудования); совместно с Ю. М. Тищенко — «П. О. Гукасов» (1904); «Волжско-Черноморское торгово-промышленное акционерное общество»; «Нефтепромышленное и разведочное акционерное общество»; Товарищество нефтяного производства «Лианозова Г. М. сыновей» (1907) и др. 
 Член правления 13 различных компаний[25][27]: Товарищества нефтяного производства «Лианозова Г. М. сыновей»; «Московско-Кавказского нефтяного промышленно-торгового товарищества» (1902), в собственность которого сразу перешёл ряд Бакинских нефтепромыслов и значительное по запасам нефтехранилище в городе Ярославль (к 1915 году стоимость активов фирмы от первоначальной выросла в 9 раз); Caspian Oil Company Limited (1908); Торгово-промышленного и пароходного общества «Волга», занимающееся поставками и транспортировкой нефтепродуктов в акватории в том числе Каспийского моря (1910) и др.; а также входил в руководящие органы ряда других предприятий и крупных банков[28]. Вдобакок, братья Гукасовы были совладельцами Бинагадинского нефтепромышленного и торгового общества (1908). В том же году П.О. становится председателем наблюдательного совета Русского торгово-промышленного банка[23] (пятого в России по размеру активов на тот момент)[25].
 «Каспийское товарищество» и «Каспийский трубопровод» совместно с предприятиями-партнёрами (в основном, А. И. Путилова, А. О. Гукасова, С. Г. Лианозова и А. И. Манташева) вошли в состав Русской генеральной нефтяной корпорации, учреждённой в 1912 году, и ставившей целью выход российских нефтепродуктов на рынок Западной Европы. В период Первой мировой войны совместно с партнёрами планировал приступить к российскому производству современных, на тот момент, буровых станков для удовлетворения потребностей нефтепромыслов[25][27]. 
 В 1890—1906, 1915—1917 годах[23], являлся председателем совета Бакинских нефтепромышленников[25][26][29][30]. Занимал должность почётного мирового судьи в Баку, а также был председателем попечительского совета Бакинских коммерческих училищ[25][27]. 
 С 1915 года был членом Центрального военно-промышленного комитета и Особого совещания для обсуждения и объединения мероприятий по обеспечению топливом[25][30]. Входил в состав созданной при его участии нефтяной секции при совете съездов представителей промышленности и торговли. Выступал против установления государственной монополии в топливной промышленности[26]. На 1914 год состояние Павла и Абрама Гукасовых оценивалось в сумму около 15 млн руб[31][32].
- Гукасов, Абрам Осипович. Российский нефтепромышленник, доктор естественных наук по направлению геология, доктор философских наук (1898), меценат, издатель и общественный деятель. Брат П. О. Гукасова. Член правления «Московско-Кавказского нефтяного промышленно-торгового товарищества». Учредитель Caspian Oil Company Limited (Лондонн , 1908)[25]. Был главой 7-ми различных компаний[26]. С 1899 года до начала Первой мировой войны жил в Лондоне и представлял в Европе нефтяное дело своей семьи (в 1914 году переехал в Россию)[27] . Был главой компании «Рускабель» — ведущего производителя электрического кабеля того времени[27].
- Аршак Осипович Гукасов. Российский нефтепромышленник. В 1906—1915 годах[23] занимал пост председателя совета съездов Бакинских нефтепромышленников[26].

- Степан Георгиевич Лианозов. Крупный российский нефтепромышленник, меценат, после революции — политический деятель[33]. Крупнейший нефтяной магнат России начала XX века[29]. В 1907 году в Санкт-Петербурге им было создано товарищество нефтяного производства «Г. М. Лианозова сыновей» с основным капиталом в 2 млн рублей. Одним из членов правления был владелец Петербургского механического и чугунолитейного акционерного общества «Путиловский завод» А. И. Путилов, а директором-распорядителем был сам Лианозов[34]. 
 Избирался гласным Бакинской городской думы и членом Бакинского биржевого комитета. 
 28 июля 1912 года для конкуренции с компанией «Бранобель» и нефтяными предприятиями Ротшильдов[35] Степаном Лианозовым и партнёрами в Лондоне была создана «Русская генеральная нефтяная корпорация» («Russian General Oil Corporation», сокращённо «Ойль») с основным капиталом в 2,5 млн фунтов стерлингов[36]. С этой целью привлечения иностранных инвестиций им, в том же 1912 году, в Великобритании была образована компания «British Lianosoff Wite Oil Company», а во Франции — «La Lianosoff Français». В 1913 году совместно с немецкими, французскими и бельгийскими партнёрами («О. А. Розенберг и Ко» (Париж), «Л. Дрейфус и Ко» (Париж), Б. Маргулиеса (Брюссель)) создал в Гамбурге компанию по транспортировке в Германию российской нефти и нефтепродуктов для их переработки и продажи («Deutsche Lianozoff Mineralöl Import Act.Ges», с основным капиталом в 1 млн марок)[37]. Совместно с П. О. Гукасовым создаёт Волжско-Черноморское акционерное торговое и Нефтепромышленное и разведочное акционерное общества. 
 Степан Лианозов одним из первых начал борьбу с монополией западного капитала в нефтепромышленности Бакинской губернии[38]. Один из немногих российских нефтепромышленников, кто сумел вовлечь в нефтяную отрасль значительные иностранные и российские инвестиции[37]. 
 С. Г. Лианозов являлся[25][27][36] Председателем правлений: Апшеронского нефтяного общества, Нефтепромышленного и торгового общества «Арамазд», Волжско-Черноморского торгово-промышленного общества; Директором-распорядителем: Товарищества нефтяного производства «Лианозова Г. М. сыновей» (1907), Нефтепромышленного и торгового общества «А. И. Манташев и Ко» (1899), Нафталанского нефтепромышленного общества, Русского нефтепромышленного общества, Среднеазиатского нефтепромышленного и торгового общества «Санто», Нефтепромышленного и торгового общества «Шихово»; Членом правлений: "Нефтепромышленного и торгового общества «Варинские технохимические заводы И. Н. Тер-Акопова», Нефтепромышленного и торгового «Братья Мирзоевы и Ко», Московско-Кавказского нефтяного и промышленного товарищества (1902), Санкт-Петербургского нефтепромышленного общества, Нефтепромышленного общества «Эмба-Каспий», Нефтепромышленного и разведочного общества, Нефтепромышленного Общества Терской области, Русской генеральной нефтяной корпорации «Ойл» (1912); член совета «Товарищества нефтяного производства Братьев Нобель»[36]. На 1914 год состояние Степана Лианозова оценивалось в сумму свыше 10 млн руб[31].

- Лианозов, Георгий Мартынович. Российский промышленник, меценат, общественный и политический деятель. Потомственный почётный гражданин, действительный статский советник, купец I-ой гильдии, коммерции советник, один из крупнейших деятелей московских финансово-предпринимательских кругов[39]. Основатель и председатель правления «Русского нефтепромышленного общества» «РУНО)[40], владелец рыболовных «Лианозовских промыслов», охвативших всё персидское побережье Каспия[39]. Являлся председателем правления Русского нефтепромышленного общества[40].

- Александр Иванович Манташев. Российский нефтепромышленник, крупный меценат и филантроп[41][20]. Один из богатейших людей Российской Империи[41]. Являлся одним из крупнейших домовладельцев Тифлиса[20]. 
 Крупнейший акционер, председатель совета Тифлисского коммерческого банка (1890—1911)[20]. Член ревизионной комиссии Тифлисского отделения Государственного банка (1882—1888)[20]. В 1899 году совместно с М.О Адамянцем основал Нефтепромышленное и торговое общество «А. И. Манташев и К°» — крупное предприятие по добыче, транспортировке, переработке и продаже нефти и нефтепродуктов[20]. 
 Акционер многих компаний, в частности: «А. Цатуров и др.», «Бранобель»[41], «И. Е. Питоев и Кo» и др.[41] и банков (Русского для внешней торговли и Азовско-Донского коммерческого банков) и др[20]. Член правления Товарищества нефтяного производства «Лианозова Г. М. сыновей»; Председатель правления[20]: «А. И. Манташев и К°» (до 1910). 
 На 1914 год состояние Александра Манташева оценивалось в сумму свыше 10 млн руб.[31]. Награждён орденом Почётного легиона[20]
- Левон Александрович Манташев. Сын А. И. Манташева. Являлся потомственным почётным гражданином[20]. В 1907—1910 гг. был членом правления, а с 1910 года — председателем правления Общества «А. И. Манташев и Ко». Член правления Нефтепромышленного и торгового об-ва «И. Е. Питоев и Кo», член советов Азовско-Донского и Тифлисского коммерческого банков.[20]

- Муртуза Мухтаров. Российский промышленник. В 1890 году Мухтаров открыл частную бурильную контору, которую расширял год от года. Так, например, он взял подряд и успешно пробурил скважину глубиной в 1100 метров. В 1891 году в Сабунчи был открыт механический завод Мухтарова (к 1913 году здесь работало 950 рабочих, годовой оборот составлял 1,100 тыс. рублей)[42]. Являлся акционером общества Московско-Волжского нефтяного товарищества, администратором по делам бакинского общества русской нефти. В 1895 году Мухтаров создаёт модернизированный станок ударного штангового способа бурения, на который получает государственный патент. Это изобретение он назвал «бакинской бурильной системой». Станок Мухтарова был значительно совершеннее всех, известных ранее. Имелся у него и ряд других изобретений. В конце XIX века Мухтаров вводит в строй целый завод бурильного оборудования в Биби-Эйбате. Это было первое в России промышленное предприятие по производству нефтяного оборудования. Невдалеке от завода он выстроил трёхэтажное здание для рабочих и служащих. Это привлекло к нему лучшую рабочую силу и принесло дополнительные прибыли. Станки, оборудование, выпускаемые на заводе Мухтарова, продавались на российском рынке, экспортировались за границу. Он и сам часто закупал машины и инструменты за рубежом, особенно в Америке. Даже после революции шли контейнеры с оборудованием на имя Муртуза Мухтарова. Во время бакинской декабрьской стачки 1904 года Мухтаров был избран в комиссию, образованной на общем собрании нефтепромышленников, для выработки условий, которые могли быть предложены бастующим, и для переговоров с ними[43].

- Муса Нагиев. Российский промышленник и миллионер, один из крупных нефтепромышленников дореволюционного Баку[44]. К 18 годам скопив довольно приличную сумму, Нагиев приобрёл земельный участок, на котором хотел заняться земледелием. При бурении колодца для воды на его участке забил фонтан нефти. С того дня он стал продавать нефть. Вскоре на заработанные деньги он нанял грамотных специалистов-нефтяников, и дело пошло в гору. Через несколько лет практически все скважины в посёлке Бинагади принадлежали Мусе Нагиеву.[45][неавторитетный источник].
В 1893 году создал крупную фирму по добыче нефти «Муса Нагиев». Капитал фирмы составлял более 10 миллионов рублей. Управление располагалось в Баку. Мусе Нагиеву принадлежало 65 нефтяных буровых в Сабунчи, Сураханы и Рамане, нефтеперерабатывающий завод в Баку, а также механическая мастерская[44].
Он был одним из самых богатых нефтепромышленников Баку[источник не указан 1673 дня]. Наряду с Г. З. Тагиевым, Э. Нобелем и Д. Ландау являлся членом высшего органа бакинских нефтепромышленников — Совета съезда[46] (на протяжении 27 лет — то есть всю историю его деятельности, председателями съезда являлись братья Гукасовы — Павел и Аршак Осиповичи[23][25][26][30]). Позже, он начал инвестировать в строительство и недвижимость, чтобы гарантировать себе источник регулярных доходов, построил в Баку 98 зданий, из них 4 больницы, и стал крупнейшим владельцем бакинской арендной недвижимости[источник не указан 1666 дней], владея более чем 200 зданиями. Нагиев тратил большие средства на благотворительность, был главным спонсором и попечителем одного из крупнейших реальных училищ. В здании училища сейчас располагается Азербайджанский государственный экономический университет.
После установления в Азербайджане советской власти предприятия Нагиева были национализированы[44].

- Гаджи Зейналабдин Тагиев. Российский промышленник. В 1870 ему уже принадлежал небольшой керосиновый завод с двумя котлами. Успех в керосиновом производстве привёл к созданию компании «Г. З. А. Тагиев». В 1873 году Тагиев с компаньонами арендовал землю в Биби-Эйбате. Расходы с каждым днём росли, а нефти всё ещё не было. Купив у компаньонов их долю, он становится единоличным владельцем участка земли. Наконец, в 1878 г. из скважины забил фонтан «чёрного золота». Тагиев понимал, что для увеличения доходов надо вкладывать инвестиции и в другие отрасли. Разбогатев, Тагиев первым делом прокладывает шоссейную дорогу из города до своего промысла, что находился в Биби-Эйбате, а затем удлиняет её до Биби-Эйбатской мечети. К началу 80-х годов XIX века тагиевской фирме принадлежали 30 десятин нефтеносной земли в селениях Балаханы и Биби-Эйбат, две шхуны для перевозки нефтепродуктов, склады в Царицыне, Нижнем Новгороде и Москве, два завода: керосиновый и по выпуску смазочных масел. В 1893 году у Г. З. Тагиева фонтан дал в год до 13 млн пудов нефти[47]. В связи с созданием фирмы «Мазут» — торгового предприятия ротшильдовского Каспийско-Черноморского товарищества — по совету Гаджи Зейналабдина местными капиталистами во главе с Агабалой Гулиевым было создано акционерное общество «Нефтепровод Баку — Батум» для строительства трубопровода «Баку—Батум» (Батум только после 1936 г. стал называться Батуми). Трубопропровод, считавшийся в то время грандиозным сооружением, должен был протянуться от Баку на 800 километров — через Куринскую низменность, склоны Малого Кавказа, подножье Сурамской крепости и Рионскую низменность, — соединив берег Каспия с берегом Чёрного моря. Со вводом в действие нефтепровода бакинская нефть открывала себе широкую дорогу на международные нефтяные базары. Строительство уникального трубопровода Баку-Батум началось в 1897 году, а завершили его десять лет спустя — в 1907 году. Дмитрий Менделеев называл Тагиева «весьма важным местным двигателем бакинского нефтяного дела». Почти все буровые скважины Тагиева били фонтанами. Он устроил обширный завод прямо около добычи, завёл свою русскую и заграничную торговлю и дело все время вёл с такой осторожностью, что спокойно выдерживал многие кризисы, бывшие в Баку. Менделеев считал Тагиева примером того, как при ничтожных средствах, но при разумном отношении ко всем операциям, нефтяное дело может служить к быстрому накоплению средств[47].

#### Крупнейшие компании
- «Товарищество нефтяного производства братьев Нобель»[48]. Основано Людвигом и Робертом Нобелями в 1879 году с первоначальным основным капиталом 3 млн руб. (в 1913 году — 30 млн руб.). При основании компании, в неё вошли активы, приобретённые братьями Нобель и компаньонами в Баку в 1870-х годах. Вело нефтедобычу и нефтепереработку в Бакинском и Грозненском районах, создало собственную транспортную и сбытовую сеть, включавшую нефтепроводы, танкеры, вагоны-цистерны и нефтебазы с причалами и железнодорожными ветками. Кроме нефтепереработки, компания занималась производством вспомогательных веществ, в частности, было налажено собственное производство соды и серной кислоты. Обществу принадлежало: нефтяные промыслы в Балаханах, Романах, Сабунчах и Биби-Эйбате близ Баку, на о. Челекен на берегу Каспийского моря и в Бериксе (Дагестанская область) и др. 7 заводов на территории Чёрного города близ Баку, склады и базы на территории России, а также в Марселе, Манчестере, Антверпене, Женеве, Берлине, Гамбурге, Гетесбурге, Лондоне и других городах Европы и многое др. В Баку братьями Нобель была построена фамильная резиденция и посёлок Вилла Петролеа для служащих компании. В настоящее время резиденция восстановлена и в ней находится музей братьев Нобель. Автором идеи начать собственный нефтяной бизнес был Роберт Нобель, впервые увидевший нефтепромыслы Бакинского района в 1873 году[49]. В этом же году он приобрёл первый нефтеперегонный завод в Баку. Чистая прибыль за 1913 год составила 14,853 млн руб. Акции компании котировались на Берлинское, Амстердамской, Фрагнкфуртской и Петербургской биржах.

- Нефтеперегонный завод Нобелей в Баку, конец 1880 гг.
- Очистительное отделение керосинового завода Нобелей в Баку, 1890 г.
- Почтовый блок Азербайджана, посвящённый братьям Нобель

- «Russian General Oil Corporation». 28 июля 1912 года С. Г. Лианозовым[34] в Лондоне и партнёрами была создана «Русская генеральная нефтяная корпорация» («Russian General Oil Corporation», сокращённо «Ойль») с первоначальным основным капиталом в 2,5 млн фунтов стерлингов. Была крупнейшим монополистическим объединением трестового типа в нефтяной промышленности России[50]. Создавалось для борьбы с компанией «Бранобель» и нефтяными предприятиями Ротшильдов и фирмой Royal Dutch Schell[51][52]. Целью компании являлось «установление контроля над производством и распределением нефтепродуктов в России, а также регулирование цен»[53]. В основу ядра компании (треста) вошли следующие фирмы: «Лианозова Г. М. сыновей», «А. И. Манташев и К°», «Нефть», «Бакинское нефтяное общество», «Каспийское товарищество» и «Московско-Кавказское нефтяное промышленно-торговое товарищество», а также крупные российские и иностранные банки[34][50]. Компания была учреждена в форме консорциума российских и иностранных фирм и банков[25]. Эти общества, в свою очередь, контролировали ещё 16 нефтяных фирм России, имели партнёрские соглашения с крупнейшими транспортными предприятиями империи[33]. Деятельность треста развернулась на территории нескольких нефтеносных районов России: Бакинском, Грозненском, Эмбенском и Ферганском[50]. Начиная с 1913 года компания инициировала покупку контрольного пакета акций крупнейшей на тот момент в России фирмы «Бранобель». В начале 1917 года «Ойль» и «Бранобель» заключили крупное соглашение о разделе сфер влияния, обменом пакетами акций и установления общности интересов[50]. Вплоть до национализации к компании продолжали примыкать всё новые и новые фирмы[48] («Арамазд», «Шихово» и др.)[25].
- Товарищество нефтяного производства «Лианозова Г. М. сыновей»[48]. Создано в 1907 году в Санкт-Петербурге с первоначальным основным капиталом в 2 млн руб. (в 1914 году — 16 млн руб.). В 1910 году добыча нефти составила 2,133 млн пудов[34]. Общество стремительно развивалось: уже в 1912 году были куплены нефтепромыслы фирм «А. С. Меликова и Ко», «К. Л. Кванштерн», «Бр. Красильниковы», «Тифлисское товарищество», «Апшеронское нефтяное общество». Компания имела долю в обществе «Шихово», «Нафталанское нефтепромышленное общество», «Каспийское товарищество», «Московско-Кавказское нефтяное промышленно-торговое товарищество»[48]. В том же году вошло в основу созданной С. Г. Лианозовым «Русской генеральной нефтяной корпорацией». К 1915 году в структуру товарищества входило: обширные нефтяные земли в районе Баку с нефтяными скважинами; там же, в Белом городе — нефтеперерабатывающий керосиновый завод мощностью до 30 млн пудов нефти/год с резервуарами для хранения нефтепродуктов на 1,5 млн пудов и керосиновой и мазутной станциями с резервуарами на 500 тыс. и 300 тыс. пудов соответственно, а также наливная станция для загрузки железнодорожных цистерн; на берегу Каспийского моря — водопроводы, нефтепроводы, керосинопроводы, трубопроводы для прокачки масел и нефтяных остатков, нефтеналивная пристань с резервуарами на 300 тыс. пудов; нефтепроводы с пропускной способностью до 10 млн пудов нефти/год и общей протяжённостью более 10 вёрст в районах Балаханы, Сабунчи, Раманы; в Батуми — резервуары и хранилища для экспорта смазочных масел на более чем 1 млн пудов (в том числе арендованные у общества «Олеум»)[48]. В том же году добыча нефти составила 12,9 млн пудов[25] (по объёмам добычи нефти, компания входила в так называемую «Большую тройку» нефтепромышленных компаний России, наряду с такими гигантами как «Бранобель» и «Нефть»[54].), основной капитал достиг 30 млн руб., а активы — 72,58 млн руб.[25] Являлась одной из крупнейших Российских нефтяных компаний[36]. В том же 1912 году на Николаевском судостроительном заводе Обществом был заказан танкер (нефтеналивной теплоход) грузоподъёмностью более 7,35 т. под названием «Степан Лианозов» и предназначавшийся для транспортировки керосина из Черноморского района в порты Западной Европы[55]. В строй судно вступило уже после революции. Чистая прибыль за 1913 год составила 2,9 млн руб. Главными акционерами на тот момент (1915) являлись: С. Г. Лианозов, А. И. Путилов, Т. Белозерский и А. И. Манташев[34].
- «Нефть»'[48]'[56]. Основано в 1883 году с основным капиталом 2 млн руб. (в 1913 году — 16,5 млн руб.) инженером путей сообщения Н. О. Кульжинским. В 1904 году приобретает общество «Т. Г. Тумаев», а в 1912 году — общество И. Н. Тер-Акопова. С 1914 году возглавлялась Т. В. Белозерским. Владело промыслами в Бакинском, Грозненском, Ферганском и Ухтинском районах, оптовыми складами, пароходством «Проводник», двумя керосиновыми и сернокислотным химическим заводами в Баку, вагонами-цистернами (1510 шт.) для перевозки нефтепродуктов, нефтеналивными станциям, станциями с резервуарами в городе Батум для экспорта нефтепродуктов (керосина). Входило в так называемую Большую тройку нефтепромышленных компаний, наряду с такими гигантами как «Бранобель» и «Лианозова Г. М. сыновей»[54]. В 1911 году принимает участие в образовании общества «Эмба» (15 % акций). В 1912 году вошло в основу созданной «Русской генеральной нефтяной корпорацией». В 1913 году приобретает общество «И. Колесников». Чистая прибыль за тот же год составила 3,27 млн руб. В 1916 году начало разведку в районе города Ухта, первым обнаружив первые признаки нефти в области, которую впоследствии назовут Тимано-Печорской нефтегазоносной провинцией[57].
- Нефтепромышленное и торговое общество «Каспийское товарищество»[48]. Основано в 1886 году с основным капиталом в 2,0 млн руб. (в 1913 году — 7,5 млн руб.). Обществу принадлежало: Керосиновый завод в Чёрном городе близь Баку, нефтяные промысла в Балаханах, Сураханах, Раманах, Сабунчах и Биби-Эйбате, наливная станция в Батуми. Чистая прибыль за 1912 год составила 2,17 млн руб. В том же году вошло в основу созданной «Русской генеральной нефтяной корпорацией».
- Нефтепромышленное и торговое общество «А. И. Манташев и К°»[48]. Основано в 1899 году с первоначальным основным капиталом в 22 млн руб. (в 1914 году — 30 млн руб.[41]). До 1910 года председателем правления был А. И. Манташев, после — его сын Левон[20]. Обществу принадлежало: керосино-масляный завод близ Баку, жестяной и ящичный заводы близ Батума и Одессы (второй завод 1906 перенесён в Александрию)[20], нефтеналивной станцией близ Батума и Одессы, вагоны-цистерны и пароходы для транспортировки нефти (танкер «Боржом», пароходы «Бакуриани» и «Ликани») и многое др. Общество имело отделения в крупнейших торговых центрах России (свыше 30), Османской империи, Египте и других странах. Чистая прибыль за 1913 год составила 6,863 млн руб. В 1912 году вошло в основу созданной «Русской генеральной нефтяной корпорацией». Общество экспортировало нефтепродукты на Ближний Восток, в Индию и на Дальний Восток[20].
- Нефтепромышленное и торговое общество «Арамазд»[48]. Компания основана в июле 1901 года с основным первоначальным капиталом в 4 млн руб. По итогам 1913 года чистая прибыль составила 1,201 млн руб. В том же году вошла в состав «Русской генеральной нефтяной корпорации»[48]. К началу 1917 года на объектах Общества было занято около 1,5 тыс. рабочих, добыча нефти составила 13 млн пуд., стоимость имущества составляла свыше 10 млн руб.[58].
- «Бакинское нефтяное общество»[48]. Первая Российская акционерная компания в нефтяном секторе. Основана в 1874 году В. А. Кокоревым и П. И. Губониным[59] с первоначальным капиталом 2,0 млн руб. (к 1913 году составлял 7,785 млн руб.[48]). Чистая прибыль за 1913 год — 4,881 млн руб. Компании принадлежало: нефтяные промыслы в Балаханах, Сабунчах и Биби-Эйбате, морская пристань с резервуарами для хранения нефти, нефтеперегонный завод в Сураханах, 2 наливные станции[48]. Так же владело земельными участками в Кубанской области. В 1909—1911 гг. для совместного приобретения и разработки новых нефтеносных земель, совместно с «Бранобель» и другими нефтепромышленными предприятиями участвовало в создании Общества «Колхида» (доля составила 15 %). К 1917 году стоимость всего имущества Общества превышала 19 млн руб., на объектах было занято более 3,5 тыс. рабочих[60].
- Нефтепромышленное и торговое общество И. Н. Тер-Акопова[48]. Основано в 1899 году с основным капиталом 4,50 млн руб. (на 1913 год составлял 9,0 млн руб.). Обществу принадлежало: нефтепромыслы в Сабунчах, с. Берекей (Дагестанская область), собственный флот и цистерны, а также несколько сбытовых точек[33]. Владело нефтеперерабатывающим заводом в селе Варя Нижегородской губернии (общество «Варинские техно-химические заводы И. Н. Тер-Акопова» — первое и единственное в центральных губерниях России предприятие по производству минеральных масел из нефти). В 1912 году полностью вошло в состав общества «Нефть» (до этого контролировалось частично) и, соответственно, в состав «Русской генеральной нефтяной корпорацией». Чистая прибыль на 1913 год составила 1,136 млн руб. Акции компании котировались на Парижской, Брюссельской и Петербургской биржах[61].
- Русское нефтепромышленное общество (РУНО)[48]. Основано в Санкт-Петербурге в 1896 году Георгием Мартыновичем Лианозовым (был председателем правления), сын (С. Г. Лианозов) — являлся директором-распорядителем. Первоначальным основной капитал составлял 1,8 млн руб. (на 1913 год — 2,181 млн руб.). Общество владело нефтяными промыслами в Балаханах и Сабунчах, керосиновым заводом в Баку, собственной пристанью и складами в городе Батум. После смерти Г.М. в 1907 году, кресло председателя занимает Г. П. Эклунд[39]. В 1913 году чистая прибыль составила 2,575 млн руб.
- Братья Мирзоевы и Ко.[48] Основано в 1886 году с первоначальным основным капиталом в 2,14 млн руб. (на 1913 год — 9,63 млн руб.). Обществу принадлежало: нефтепромыслы в Балаханах, Сабунчах, Сураханах и Биби-Эйбате.
- Нефтепромышленное и торговое общество «Шихово»[48]. Основано в 1901 году с первоначальным основным капиталом 3,0 млн руб. (на 1913 год — 6,0 млн руб.). Владело нефтяными промыслами в Биби-Эйбате. Чистая прибыль за 1913 год составила 816,6 тыс. руб. Вошло в состав «Русской генеральной нефтяной корпорацией». Основной акционер — Цатуров А. Ц.
- Общество «Мазут»[48]. Учрждено в 1898 году с первоначальным основным капиталом в 4 млн руб. (на 1914 год — 12 млн руб.). Обществу принадлежали склады нефтепродуктов с железнодорожными резервуарами и вагонами-цистернами, специальное представительство для продажи нефтепродуктов «Шибаев и Ко», буксирные пароходы и ремонтная мастерская. Чистая прибыл за 1913 год составила 2,981 млн руб.
- Нефтепромышленное общество «Аршалуйс»'[48]'. Основано в 1900 году с основным капиталом в 1,6 млн руб. Чистая прибыль за 1910 год составила 440 тыс. руб. Вышла на биржу с 1913 года.
- Нефтепромышленное общество «Колхида».
- «Русское на Биби-Эйбат нефтепромышленное и торговое общество»[48]. Учреждено в 1905 году с основным капиталом 800 тыс. руб. Эксплуатировало земли на участке № 11 с. Шихово Бакинской губернии и др. местах. Чистая прибыль за 1912 год составила 895 тыс. руб.
- Московско-Волжское нефтепромышленное и торговое общество «Биби-Эйбат»[48]. Учреждено в 1904 году с основным капиталом 1,2 млн руб. Эксплуатировало промысла в с. Шихово Бакинской губернии и др. местах. Чистая прибыль за 1913 год составила 278 тыс. руб.
- Нефтепромышленное общество «А.С. Меликов и К°»[48]. Основано в 1899 году с основным капиталом в 2,0 млн руб. Обществу принадлежало: керосиновый завод в Чёрном городе близ Баку, нефтяные промыслы в Раманах, Субанчах и на Святом острове, нефтепроводы и др. Чистая прибыль в 1912 году составила 2,69 млн руб. В том же году вошло в состав фирмы «Лианозова Г. М. сыновей» и, соответственно, в состав «Русской генеральной нефтяной корпорацией».
- «Нафталанское нефтепромышленное общество»[48]. Основано в 1905 году с основным капиталом 2,4 млн руб. Обществу принадлежали нефтяные промысла в Биби-Эйбате. Чистая прибыль за 1912 год составила 1,01 млн руб. В том же году вошло в состав фирмы «Лианозова Г. М. сыновей» и, соответственно, в состав «Русской генеральной нефтяной корпорацией»
- Нефтепромышленное общество «Петроль»[48]. Основано в 1899 году с первоначальным основным капиталом 2,0 млн руб. (к 1914 году составлял 4,0 млн руб.). Эксплуатировало нефтяные промысла Балаханах и других местностях. К 1912 году общество владело: нефтеперерабатывающий близ Саратова (2 млн пудов нефти/год), частью керосино-масляного и бензинового заводов «Л. Ицкович и Каган» (6 млн пудов нефти/год), 89 цистерн для транспортировки и хранения. Чистая прибыль за 1913 год составила 567 тыс. руб.
- АО нефтеперегонных заводов В. Ропс и Ко'[48]'. Основано в 1896 году с первоначальным основным капиталом 1,2 млн руб. Владело масляным и керосиновым заводом близ Санкт-Петербурга, а также занималось торговлей нефти и нефтепродуктами.
- Волжско-Черноморское торгово-промышленное акционерное общество'[62]'. Основано в 1910 году с первоначальным основным капиталом в 1,0 млн руб. Правление располагалось в Санкт-петербурге. В него входили С. Г. Лианозов, П. О. Гукасов и Т. В. Белозерский.
- Нефтепромышленное и торговое общество «И. Е. Питоев и Кo».
- Royal Dutch Schell.
- Нефтепромышленное и торговое акционерное общество «Закавказская нефть». Владельцем компании был Александр Богданович Асрибеков, а его приемником был его сын Аршак Александрович Асрибеков[63]

и др.

### Рождение технической интеллигенции в начале XX века
К началу XX века в Бакинском районе действовало 167 нефтяных предприятий, из которых 55 принадлежали армянским предпринимателям, 49 — татарским (согласно этимологии и переписи населения того времени, далее в статье — азербайджанским, согласно нынешней этимологии), 21 — русским, 17 — еврейским, 6 — грузинским, и 19 — иностранным компаниям. Среди владельцев крупных и средних предприятий доминировали армяне и русские. Предприятия азербайджанских предпринимателей были в основном маленькими и средними.
Для регламентирования и упорядочения поставок нефти и нефтепродуктов из бакинского нефтяного района в 1913 году между фирмами «Каспийское товарищество», «Восточное общество» (куда входили «Лианозова Г. М. сыновей», «А. И. Манташев и Ко», «И. Н. Тер-Акопов», «Нефть»), и «Волга» было заключено картельное соглашение. Оно предусматривало ведение торговли в следующих пропорциях: 48 % рынка отходило «Восточному обществу», 36 % — обществу «Волга», а 16 % — «Каспийскому товариществу».

## Период Азербайджанской ССР
В Азербайджанской ССР открыто провозглашалась и последовательно проводилась политика так называемой «коренизации» кадров, однако выдвижению азербайджанцев на руководящие посты препятствовал их низкий уровень образования. Так, в 1920 г. в Азербайджане грамотных азербайджанцев был 1 % от их общего числа и всего 14 человек из них имели высшее образование. Но уже в 1929—1930 гг. в Азербайджанском государственном научно-исследовательском институте доля аспирантов-азербайджанцев составляла 62 %. К концу 30-х годов существовала многочисленная азербайджанская техническая интеллигенция, вся молодёжь была грамотной, из её среды вышло немало крупных руководителей и учёных-нефтяников. К 1935 году азербайджанцы составили 19,3 % рабочих всей нефтяной промышленности Баку, а число рабочих и служащих-иранцев в Баку снизилось с 20,4 % в 1922 г. до 15,0 % — в 1929 г. и 3,1 % — в 1935 г.
В 1920 году, после учреждения Азербайджанской ССР, нефтяная промышленность была национализирована. Учреждён Азербайджанский Нефтяной комитет. Комитет управлял всеми предприятиями нефтяной отрасли, в том числе нефтедобывающими, транспортирующими нефть. В сентябре 1921 года Нефтяной комитет был преобразован в трест «АзНефть».
В 1920 году было создано геологическое бюро, которое занялось поиском новых месторождений. В 1922 году в Балахано-сабунчинском районе были открыты пласты кирмакинской и подкирмакинской свит. 24 мая 1922 года был открыт промысел им. С. М. Кирова. В 1923 году открыт промысел «Бухта Ильича» в районе бухты Баилово.

### Годы Второй мировой войны
Во время Второй мировой войны Гитлер считал одной из своих главных целей захват богатого нефтью Баку. В 1941 году в Азербайджане было добыто 23,5 миллиона тонн нефти, что составляло 71,4 % всей нефти, добываемой во всём Советском Союзе.
Условия войны создали новые трудности. В 1942 году из-за боёв на Кавказе работа нефтяных скважин в Баку была временно приостановлена. На Абшеронском полуострове новые месторождения не вводятся. Кроме того, добытое сырьё и нефтепродукты нельзя было транспортировать через Северный Кавказ и реку Волга. Потому что транспортная инфраструктура проходила через районы боевых действий. Однако вскоре решение этой проблемы было найдено. Начали заполнять нефтяные резервуары и озёра (Зых, Масазыр и др.). Потом их перевезли по Каспийскому морю. В 1942 году, в решающий этап войны, 505 тысяч тонн нефтепродуктов было переправлено на фронт по Каспийскому морю, а 336 тысяч тонн — через Астрахань.
23 июля 1942 года Гитлер подписал директиву № 45 о проведении стратегической операции на Кавказе под кодовым названием «Эдельвейс». Согласно плану Эдельвейса, основные нефтяные районы Кавказа (Баку, Майкоп, Грозный) должны были быть оккупированы, а вермахт должен был снабжаться топливом, в котором он отчаянно нуждался, с этих территорий. Согласно плану Эдельвейса, направленному на исключительно стратегические цели немцев, Баку должен был быть оккупирован 25 сентября 1942 года. Немецкое военное командование планировало внезапную высадку войск в Баку, чтобы советские власти не смогли разрушить нефтяные месторождения.
Прибытие нацистских войск на Северный Кавказ в конце августа 1942 года и оккупация Грозненского нефтяного района нацистской армией повысили значение и роль бакинской нефти в ходе войны и выдвинули её на первый план. Во время Второй мировой войны Азербайджан поставлял 80 % всего бензина и 90 % смазочных материалов, необходимых для фронта от Балтийского до Чёрного моря. В 1943 г. был разработан метод морской сейсморазведки с использованием сейсмических данных и результатов прикладных исследований.
Высоко оценив заслуги Азербайджана во Второй мировой войне, Николай Байбаков сказал:
Возможно, ни одна республика не сделала того, что сделал Азербайджан, для победы над фашизмом. Из 33 миллионов тонн нефти, добытых в СССР в 1940-х годах, 23,5 миллиона тонн пришлось на долю Азербайджана.
В годы войны бакинские нефтяные месторождения стали настоящим тылом. Азербайджанские нефтяники работали днём и ночью. В номере «Азербайджан сегодня» от 28 июля 1941 года газета «Правда» говорила о самоотверженности нефтяников, возглавляющих стахановское движение, работающих в две смены, колхозников, работающих в деревне, и помогающих солдатам на фронте.

### Послевоенные годы
В 1949 году в открытом море, в 100 километрах от Баку, фонтан в тогда ещё редких Нефтяных камнях открыл новую фазу добычи нефти на шельфе, и Азербайджан первым в мире начал добывать нефть на море. Нефтяные Камни была занесена в Книгу рекордов Гиннеса как первая морская нефтяная платформа. Позже в азербайджанском секторе Каспийского моря были разработаны такие месторождения, как «Гурган-Дениз», «Пираллахи», «Остров Чилова».

## Контракт века
20 сентября 1994 года в Баку между 13 крупными нефтяными компаниями, специализирующимися на добыче нефти, представляющими 8 стран мира был подписан крупномасштабный международный контракт о совместной разработке трёх нефтяных месторождений — «Азери», «Чираг» и «Гюнешли» в азербайджанском секторе Каспийского моря. В «Контракте века» приняли участие 13 компаний (Амоко, БП, МакДермотт, Юникал, ГНКАР, ЛУкойл, Статойл, Эксон, Туркия петроллары, Пензойл, Иточу, Ремко, Делта) из 8 стран (Азербайджан, США, Великобритания, Россия, Турция, Норвегия, Япония, Саудовская Аравия).
После подписания «Контракта века» были созданы Руководящий комитет, Азербайджанская международная операционная компания (АМОК) и Консультационный совет осуществления технических, финансовых и организационных работ. Специальным Указом Президента Азербайджана от 2 декабря 1994 года деятельность этих структур приобрела юридическую силу. Текст «Контракт века» был ратифицирован Милли Меджлисом Азербайджанской Республики 12 декабря 1994 года. Исполнение конкретных работ началось после создания необходимой юридической базы для реализации контракта. По первоначальным расчётам, предполагаемые запасы нефти составляли 511 млн тонн. Однако, последовавшее оценочное бурение показало наличие 731 млн тонн, и в этой связи объём инвестиций, необходимых для разработки месторождений, был принят в размере 11,5 млрд долларов США. 80 % общей чистой прибыли достаётся Азербайджану, оставшиеся 20 % — инвесторам.

## Конец XX века
В декабре 1999 года первые два заполненных азербайджанской нефтью танкера вышли на мировые рынки. Вырученные от продажи этой нефти средства поступили в Государственный нефтяной фонд. Азербайджанский участок нефтепровода северного направления Баку — Новороссийск протяжённостью 231 км и диаметром 721 мм был восстановлен, и 25 октября 1997 года азербайджанская нефть была доставлена в порт города Новороссийск (Российская Федерация). Со дня ввода в эксплуатацию до конца 2007 года по этому маршруту было прокачено 11 миллионов 34 тысяч тонн нефти. 17 апреля 1999 года при участии Президента Азербайджана Гейдара Алиева, президента Грузии Эдуарда Шеварднадзе и президента Украины Леонида Кучмы прошла церемония ввода в эксплуатацию нефтепровода Баку — Супса и терминала Супса, расположенного на Черноморском побережье Грузии. Через порт Супса начался экспорт на мировые рынки нефти, добытой с месторождения «Чираг». Благодаря Гейдару Алиеву и политическим диалогам глав государств и правительств, регулярным переговорам с представителями деловых кругов, руководителями нефтяных компаний, было подписано межгосударственное соглашение о транспортировке азербайджанской нефти в Турцию. В ходе состоявшегося в Стамбуле Саммита глав государств — членов ОБСЕ президент Азербайджана Гейдар Алиев, президент Грузии Эдуарда Шеварднадзе и президент Турецкой Республики Сулейман Демирель подписали 18 ноября 1999 года Соглашение «О транспортировки сырой нефти по основному экспортному трубопроводу Баку — Тбилиси — Джейхан через территории Азербайджана, Грузии и Турции». Одновременно президенты этих стран, а также Республики Казахстан и США подписали «Стамбульскую Декларацию», в которой была выражена поддержка проекту. Благодаря нефтяной стратегии Азербайджан освоил энергетический потенциал Каспийского моря и сформировал новую экономическую модель развития региона, расширил политические и экономические связи между Европой и Азией, реализовал такие проекты как ИНОГЕЙТ, ТРАСЕКА и другие. На 2014 год углеводородные запасы Азербайджана по всем категориям составляли более 4 млрд тонн.

## XXI век
18 сентября 2002 года в Сангачале началось строительство трубопровода Баку — Тбилиси — Джейхан. 13 июля 2006 года состоялась церемония открытия трубопровода. На строительство нефтепровода протяжённостью 1774 км от Сангачальского терминала до средиземноморского порта Турции Джейхан было затрачено 4 млрд долларов.
Акционерами BTC Ko., созданного для строительства и эксплуатации нефтепровода, являются bp (30,1 %), SOCAR (25 %), MOL (8.90 %); Equinor (8.71 %); TPAO (6,53 %), Eni (5 %), Total (5 %), Itochu (3,4 %), Inpex (2,5 %), ExxonMobil (2.50 %), ONGC (BTC) Limited (2.36 %).
Оператором проекта является компания bp.
Нефтепровод Баку — Тбилиси — Джейхан имеет большое значение для Азербайджана, Грузии, Турции, Европы с точки зрения обеспечения энергетической безопасности. Помимо прочего, трубопровод должен предотвратить нагрузку черноморских проливов Турции.
За период с 2015 по 2019 год в нефтегазовый сектор Азербайджана инвестировано 35 665 млн манат.
За весь период с момента начала эксплуатации по июнь 2022 года на месторождениях «Азери — Чираг — Гюнешли» и «Шах-Дениз» добыто 555 млн тонн нефти, 168 млрд м3 газа, 36 млн тонн газового конденсата.
С момента ввода в эксплуатацию «Азери — Чираг — Гюнешли» и «Шахдениз» до 1 января 2024 года на обоих месторождениях добыто 629,2 млн тонн нефти (вместе с конденсатом). Из них экспортировано 627,3 млн тонн. С «Азери — Чираг — Гюнешли» за этот период добыто 584,7 миллиона тонн нефти, с «Шахдениз» — около 44,5 млн тонн конденсата.
Италия в последние годы занимает место крупнейшего импортёра азербайджанской нефти. По данным Государственного таможенного комитета республики, на долю Италии за девять месяцев (январь — сентябрь) 2021 года пришлось 47,1 % всех поставок жидкого углеводорода с каспийского шельфа.
Месторождение Шах-Дениз
В результате осуществления новой нефтяной стратегии, притока крупных инвестиций в нефтяную промышленность, применения современных технологий и оборудования обнаружено газоконденсатное месторождение «Шах-Дениз».
Месторождение Шах-Дениз было открыто в 1999 году в 70 км к юго-востоку от Баку. Глубина моря в районе месторождения — от 50 до 550 м. Газовое месторождение «Шах-Дениз» является одним из крупнейших месторождений газа, разрабатываемых BP за последние десятилетия.
Акционерами месторождения «Шах-Дениз» и газопровода Баку-Тбилиси-Эрзерум являются ГНКАР (10 %), «Статойл» (25,5 %), Би-Пи (25,5 %), «ТотальФинаЭльф» (10 %), «ЛукАджип» (10 %), ОЛИК (10 %), ТПАО (9 %).
Первая стадия разработки газового месторождения «Шах-Дениз» началась в 2006 году ежегодной добычей газа в объёме 9 млрд м3/год и газового конденсата в объёме 55 тыс. баррелей в день.
В 2007 году запущен газовый завод «Шах-Дениз» на Сангачальском терминале, который превратил Азербайджан в крупного производителя газа.
Этап 1 проекта «Шах-Дениз» завершён. Месторождение снабжает Грузию и Турцию в объёме 8 млрд кубометров природного газа через Южно-Кавказский трубопровод. Суммарный объём капиталовложений в рамках первой стадии составляет 6 млрд долларов США. По данным на 2013 год на месторождении добыто в общей сложности 47,3 млрд м³ (или 1671 млрд фут³) природного газа и 99,5 млн баррелей конденсата.
В декабре 2013 началась разработка второго этапа проекта «Шах-Дениз». Концепция проекта Шах-Дениз 2 включает установку двух морских платформ с мостовым соединением, бурение 26 подводных газовых скважин с помощью двух полупогружных буровых установок и прокладку более 500 км подводных трубопроводов, которые соединяют 10 подводных манифольдов и скважины.
Планируется расширение и реконструкция Сангачалского терминала на берегу моря путём размещения двух новых технологических линий промысловой подготовки газа с производительностью 9 млн фут³ в день и сооружений по переработке конденсата производительностью 105 000 баррелей в день. Проект также предусматривает модернизацию трубоукладочного судна «Исрафиль Гусейнов», водолазного судна «Тофик Исмаилов» и крановой баржи «Азербайджан».
Нефть со второй стадии проекта поставляется в Турцию и Европу через экспортные трубопроводы TANAP и Трансадриатический газопровод (TAP).
Газ, добываемый на месторождении, экспортируется в Грузию и Турцию путём расширения существующего Южнокавказского трубопровода (прокладка новой, параллельной линии диаметром 56 дюймов) и строительства нового Трансанатолийского трубопровода (TANAP), который длиннее Южнокавказского трубопровода на 1 900 км и соединён с Трансадриатическим трубопроводом.
Месторождение «Апшерон»
27 февраля 2009 года подписан договор о разведывательных работах, разработке и распределении добычи на морском блоке «Апшерон», расположенном в 100 км к юго-востоку от Баку. 9 сентября 2011 года французский энергетический гигант Total S.A., работающий в Азербайджане с 1996 года, объявил о крупном открытии газа на газовом месторождении «Апшерон».
По оценкам, на месторождении будет добыто около 300 млрд м³ газа, что впоследствии повысит запасы газа в Азербайджане с 2,2 до 2,5 трлн м³.
21 ноября 2016 года ГНКАР и Total подписали соглашение об определении условий первого этапа разработки месторождения.
Бурение первой добывающей и оценочной скважины «ABD-001» глубиной 7 411 метров началось в мае 2018 года, и завершилось в 2019 году.
19 сентября 2020 года на Бакинском заводе глубоководных оснований имени Гейдара Алиева состоялась церемония закладки фундамента морских операций на месторождении «Апшерон».
По предварительной информации, добыча газа начнётся в середине 2021 года.
Месторождения «Азери», «Чираг», «Гюнешли»
14 сентября 2017 года Азербайджан и международный консорциум нефтяных компаний подписав «Новый контракт века» договорились о продлении соглашения о совместной разработке трёх нефтяных месторождений — «Азери», «Чираг» и «Гюнешли» в азербайджанском секторе Каспийского моря до 2050 года.
Оператор проекта — британская корпорация BP.
В новом договоре о разделе продукции Государственная нефтяная компания Азербайджанской Республики (SOCAR) повысила свою долю с 11 до 25 %. Объём инвестиций в ближайшие 32 года должен превысить 40 миллиардов долларов. При этом, Государственный нефтяной фонд Азербайджана получит бонус в сумме 3,6 миллиарда долларов. Президент Азербайджана Ильхам Алиев наградил орденом Дружбы Роберта Дадли — генерального директора компании BP, отметив, что за 23 года действия соглашения у Азербайджана «сложились хорошие и очень полезные отношения с компанией».
19 апреля 2019 года акционеры АЧГ (BP и SOCAR) подписали контракт стоимостью 6 млрд долл. по платформе «Центрально-Восточный Азери», которую планировалось построить на блоке месторождений АЧГ.
Строительство планировалось начать в 2019 году и завершить к середине 2022 года.
16 апреля 2024 года началась добыча нефти с платформы «Центральный Восточный Азери».

### Газопроводы
TANAP предусматривает транспортировку газа с месторождения «Шах Дениз» от грузино-турецкой границы до западной границы Турции. Строительство началось в марте 2015 года. 12 июня 2018 года, в Эскишехир состоялось открытие газопровода, на котором приняли участие Президенты Азербайджана и Турции. 30 ноября 2019 года в посёлке Ипсала турецкого города Эдирне состоялась церемония открытия соединения газопровода с Европой (Фаза-1).
Трансадриатический газопровод (ТAP) предусматривает транспортировку природного газа из Прикаспия и с Ближнего Востока в Западную Европу; трубопровод длиной 870 км, проходит через Албанию, Грецию по дну Адриатического моря и завершается в Италии. ТAP был выбран для экспорта газа из Шах-Дениз 2 в Европу в июне 2013 года. 3 марта 2016 года Еврокомиссия одобрила строительство газопровода. В октябре 2018 года Италия разрешила строительство газопровода TAP. 20 мая 2020 года в рамках тестового запуска Трансадриатического трубопровода первая партия газа из Азербайджана достигла территории Албании. В марте 2022 года к Трансадриатическому газопроводу был подключён интерконнектор Греция-Болгария (IGB). В июне 2022 года началась поставка азербайджанского газа в Болгарию.

## Государственная нефтяная компания Азербайджана
Государственная нефтяная компания Азербайджана была учреждена в 1992 году. ГНКАР имеет ряд представительств в таких городах как Стамбул, Tегеран, Астана, Бухарест, Франкфурт, Женева, Лондон, Вена, Tбилиси, Киев. В 2006 году была создана дочерняя компания ГНКАР «SOCAR Energy Georgia» MMC в Грузии, деятельность которой сфокусирована на продаже нефти в Грузию, импорт нефтепродуктов, сжиженного газа и т. д.. Также компания занимается строительством нефтяных терминалов и хранилищ. 72 % продажи нефти в Грузии контролирует «SOCAR Energy Georgia». В Грузии действуют около 70 бензозаправочных станций компании. В 2008 году в Швейцарии была учреждена другая дочерняя компания ГНКАР «SOCAR Trading SA», целью которой является продажа азербайджанской нефти в Европу. В 2008 году «SOCAR Energy Ukraine» начала свою деятельность в Украине. 30 января 2011 года была учреждена очередная дочерняя компания «SOCAR Petroleum SA Romania» в Румынии. В декабре 2017 года дочерняя структура Государственной нефтяной компании в Швейцарии АР SOCAR приобрела сеть австрийских АЗС у компании А1, а также Pronto Oil.
13 августа 2009 года ГНКАР подписала грантовое соглашение с Агентством США по торговле и развитию (USTDA).
19 октября 2018 года в турецком Измире, в местности Алиага с участием президентов Азербайджана и Турции, а также главы государственной нефтяной компании состоялось открытие нефтеперерабатывающего завода «STAR».

## Государственный нефтяной фонд Азербайджана
Государственный нефтяной фонд Азербайджанской Республики (ГНФАР) — это специальное учреждение, объединяющее в себе собирательную и стабилизирующую функции. От 29 декабря 1999 года Указом № 240 Президента Азербайджанской Республики Гейдаром Алиевым было принято решение и подписан соответствующий Указ о создании Государственного нефтяного фонда Азербайджанской Республики. Положение о Нефтяном фонде Азербайджанской Республики утверждён Указом № 434 Президента Азербайджанской Республики от 29 декабря 2000 года. Нефтяной фонд приступил к деятельности с июля 2001 года после утверждения Указом Президента правил размещения средств фонда. ГНФАР сотрудничает с другими суверенными фондами посредством Международного форума суверенных фондов.
Целью ГНФАР является накопление средств полученных от реализации нефтегазовых договоров, эффективное управление нефтяными доходами и сохранение этих средств для будущих поколений; сохранение и преумножение получаемых от нефти доходов, создание экономической базы для будущих поколений и, в то же время, использование их для нынешних поколений с учётом социальных потребностей, требований экономического прогресса и развития страны. Перед Нефтяным фондом стоит задача защиты экономики страны от возможных отрицательных влияний, вызванных ростом внешних валютных поступлений (резкое подорожание маната и ухудшение конкурентоспособности местного производства), поддержки макроэкономического равновесия и недопущение ущерба финансовой дисциплине.
В 2007 году ГНФАР был удостоен награды ООН «Государственная служба».

## Показатели
| Год        | 1901  | 1913 |
| ---------- | ----- | ---- |
| млн. пудов | 672,2 | 468  |

| Год       | 2000   | 2001   | 2002   | 2003   | 2004   | 2005   | 2006   | 2007   | 2008   |
| --------- | ------ | ------ | ------ | ------ | ------ | ------ | ------ | ------ | ------ |
| тыс. тонн | 14 017 | 14 909 | 15 334 | 15 381 | 15 549 | 22 214 | 32 268 | 42 598 | 44 514 |

| Год       | 2009   | 2010   | 2011   | 2012   | 2013   | 2014   | 2015   | 2016   |
| --------- | ------ | ------ | ------ | ------ | ------ | ------ | ------ | ------ |
| тыс. тонн | 50 416 | 50 838 | 45 626 | 43 375 | 43 457 | 42 076 | 41 628 | 41 050 |

| Год       | 2017     | 2018     | 2019     | 2020      | 2021   | 2022   | 2023   | 2024   |
| --------- | -------- | -------- | -------- | --------- | ------ | ------ | ------ | ------ |
| тыс. тонн | 38 688,9 | 38 814,3 | 37 453,6 | 34 538,85 | 34 600 | 32 600 | 30 200 | 29 100 |

| Год  | 2020          | 2021          | 2022          | 2023       | 2024       |
| ---- | ------------- | ------------- | ------------- | ---------- | ---------- |
| тонн | 29 023 125,27 | 27 116 060,62 | 26 024 201,67 | 25 200 000 | 24 400 000 |

## Переработка нефти
Действует Бакинский нефтеперерабатывающий завод. На заводе производится бензин марки АИ-92, авиационный керосин, дизельное топливо, мазут, нефтяной кокс. Бензины марок АИ-95, АИ-98 импортируются.
Начато производство бензина марки АИ-95. Бензин марки АИ-98 не производится.
За 2023 год внутри страны переработано 6,5 млн тонн нефти.
За январь — октябрь 2024 года переработано более 5 млн тонн нефти.
| Год      | 2023 |
| -------- | ---- |
| млн тонн | 6,5  |

| Год  | 2023       |
| ---- | ---------- |
| тонн | 925 225,07 |